# 防衛イノベーション科学技術研究所
防衛イノベーション科学技術研究所（ぼうえいイノベーションかがくぎじゅつけんきゅうしょ、英: Defense Innovation Science and Technology Institute、略称: DISTI）とは、2024年（令和6年）10月1日に防衛装備庁に設置した防衛技術に関する日本の研究所。
「防衛イノベーション科学技術研究所」は、東京都渋谷区の恵比寿ガーデンプレイスに入居している。

## 概要
アメリカ合衆国の国防高等研究計画局 (DARPA) や国防イノベーションユニット(DIU) を参考に計画され、防衛イノベーションや画期的な装備品等を生み出す機能を抜本的に強化することを目的として、2024年（令和6年）10月1日に発足した。外部の研究者を積極的に活用し、成果を早い段階で評価し、見込みの薄いものは早期に中断することで、見込みのある技術を伸ばすことをコンセプトとしている。